# 千葉県立嶺岡山系自然公園
千葉県立嶺岡山系自然公園（ちばけんりつみねおかさんけいしぜんこうえん）は、嶺岡山地を中心とした千葉県南部に位置する都道府県立自然公園。

## 概要

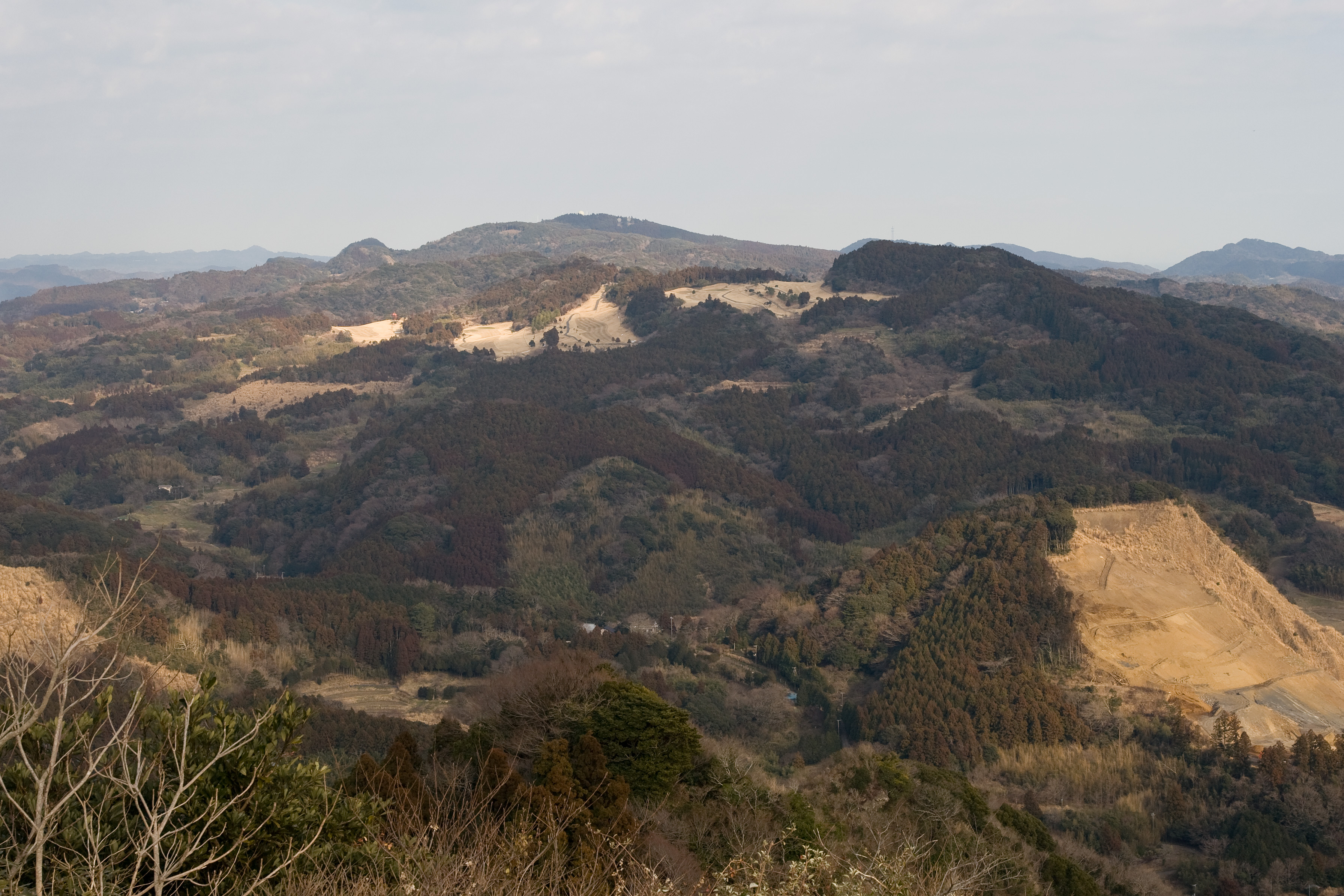
伊予ヶ岳より望む嶺岡愛宕山

千葉県南部の鴨川市・南房総市に位置し、加茂川と曽呂川に挟まれたなだらかな嶺岡山地（嶺岡山系）の嶺岡浅間・久保山・嶺岡愛宕山（峯岡山分屯基地を含まず）を中心とした自然公園である。高鶴山や東日本旅客鉄道（JR東日本）の内房線を境に南房総国定公園（魚見塚一戦場公園・魚見塚展望台など）の区域となる（区域図参照）。区域面積は15.74平方キロメートル。
特色として周囲の清澄山、鹿野山、高宕山など房総丘陵諸名山の美しい姿を見比べることが出来るため、ハイキングに適しており、山間部には豊かな自然を活用した千葉県酪農のさと（旧峯岡牧）がある。

## 沿革
- 1935年（昭和10年）8月9日 - 自然公園指定。

## 区域
以下、区域図を参照。
- 区域図

## 地理
- 嶺岡浅間（北緯35度6分31.4秒 東経140度1分20.7秒 / 北緯35.108722度 東経140.022417度）
- 久保山（北緯35度6分24.8秒 東経140度2分05.1秒 / 北緯35.106889度 東経140.034750度）
- 嶺岡愛宕山（北緯35度6分53秒 東経139度59分12秒 / 北緯35.11472度 東経139.98667度）
- 丸山川上流（北緯35度6分17.7秒 東経139度59分19.0秒 / 北緯35.104917度 東経139.988611度）

## 施設
- 千葉県酪農のさと
- 千葉県畜産総合研究センター 嶺岡乳牛研究所
- 峯岡山分屯基地
- 白滝山不動教会[4]
- 八丁堰[5]
- 滝の堰[6]（上小原堰）
- 嶺岡トンネル

## 見所

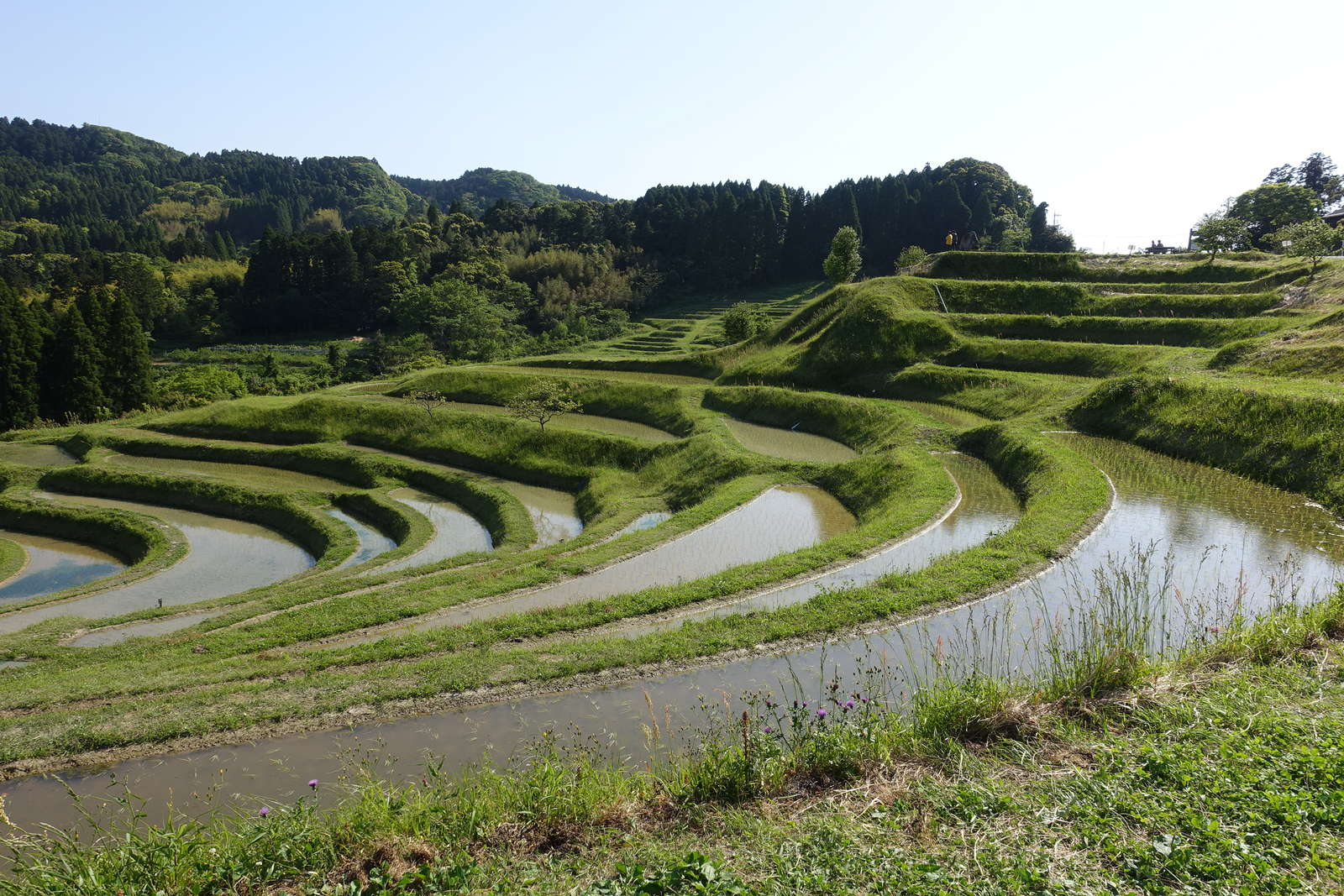
大山千枚田

周辺は南房総国定公園にも隣接しており、自然豊かな観光資源が集約している。周辺には大山千枚田、二子棚田などの棚田や、宿泊施設が点在している。
- 千葉県酪農のさと
- 嶺岡浅間
- サテライト鴨川[7]
- キャンピングヒルズ鴨川[8]
- 石間寺[9]
- 白滝不動尊
- 浅間神社

## アクセス
代表的なアクセス方法一覧。
- 嶺岡浅間
  - 近隣の鉄道駅・路線バス
    - 安房鴨川駅（JR内房線・外房線）
      - 鴨川日東バス（東京湾フェリー行、イオンモール木更津行、約15分）にて主基駅下車。
      - 鴨川市コミュニティバス（1日4便）にて風早バス停下車。

    - 木更津駅（JR内房線・久留里線）
      - 鴨川日東バス（亀田病院行、約70分）にて主基駅下車。

    - 保田駅（JR内房線）
      - 駅付近の「保田中央」より、鴨川日東バス（亀田病院行、約40分）にて主基駅下車。

  - 近隣のインターチェンジ
    - 鋸南保田インターチェンジ（館山自動車道）
      - 千葉県道34号鴨川保田線（長狭街道）へ直進、主基駅（バス停）より南下、サテライト鴨川手前を右折。

  - 近隣の駐車場
    - 白滝不動尊参道下に駐車場有。そのほか各施設を参照。